# 阿斯捷伊
48°10′8″N 22°35′51″E / 48.16889°N 22.59750°E

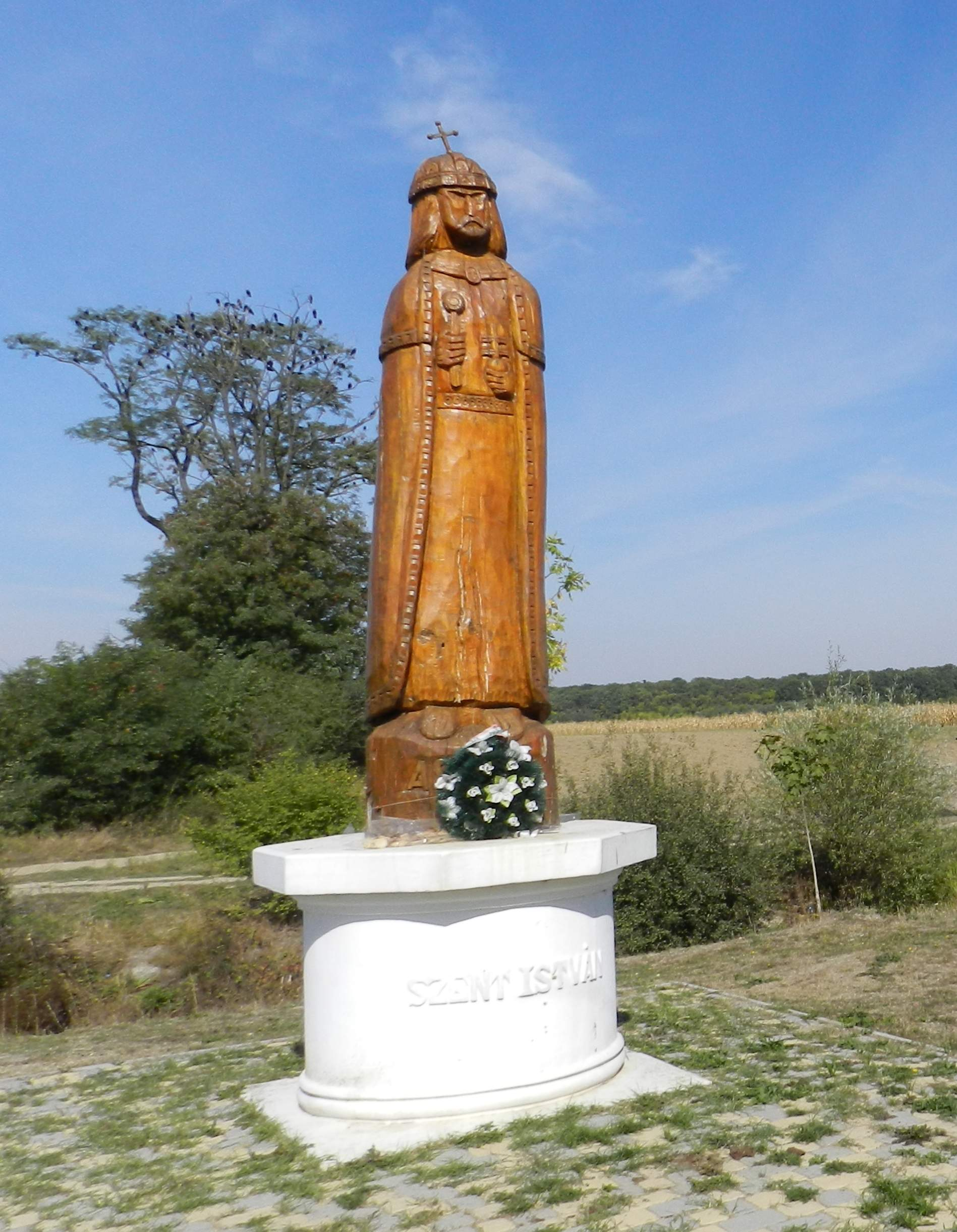

阿斯捷伊（烏克蘭語：Астей），是烏克蘭西部的村莊，隸屬外喀爾巴阡州的貝雷霍韋區。該村面積1.66平方公里，海拔高度113米，2001年人口677，人口密度每平方公里407.59人。